# Daniel Volovets
Daniel Volovets (26 de abril, 1992) é um violinista, compositor e arranjador estadunidense concentrado em música clássica, música brasileira, flamenco, e jazz. Aos 7 anos começou a estudar violão clássico com Anatoly Shapiro e depois com Tony Hauser, concentrando-se na música popular brasileira, e com James Flegel na Universidade de Minnesota. Tem se apresentado sobretudo na Twin Cities, Estados Unidos.

## Discografia
- Watercolors of the World (2008)
- Silhouette (2009)
- Rite of Passage (2011)
- Rainy Highway (2014)
- Wistful Tendrils (2015)
- Echoes of Love (2016)
- Masquerade (2019)
- The Kwarto Session (2020)
- Live (2020)